# Necyria whitelyiana
Necyria whitelyiana är en fjärilsart som beskrevs av Druce 1874. Necyria whitelyiana ingår i släktet Necyria och familjen Riodinidae. Inga underarter finns listade i Catalogue of Life.